# 契苾璋
契苾璋（9世纪—？），唐朝振武军节度使。中和元年（881年）上任。五月，沙陀叛将李克用受招安后自称奉诏，进犯河东军治所太原，河东节度使郑从谠求救于契苾璋，契苾璋引突厥、吐谷浑相救，破沙陀两寨。李克用追战至晋阳城南，契苾璋引兵入城，沙陀军掠阳曲、榆次而归。七月，契苾璋引兵归镇。中和二年（882年）二月，李克用进犯蔚州。三月，契苾璋奏与天德军、大同军共讨李克用。诏郑从谠与其相知应接。但蔚州仍被攻陷。
此后没有契苾璋的记载。885年振武军节度使为王卞，可见契苾璋已离任。